# Keda
Keda (georgiska: ქედა) är en daba (stadsliknande ort) i Adzjarien, västra Georgien, cirka 42 kilometer från regionens huvudort Batumi. År 2014 hade ort 1 510 invånare. Keda är administrativt centrum för distriktet med samma namn.